# SKB-Bank Arena
SKB-Bank Arena (dawniej Stadion Urałmasz) – stadion piłkarski w Jekaterynburgu (Rosja). Domowe mecze rozgrywają tu piłkarze klubu Urał Jekaterynburg.
Stadion powstał w 1936 roku i funkcjonował do 2013. Otwarty ponownie po rekonstrukcji w latach 2014—2015.